# Oberhasbach
Oberhasbach ist ein Ortsteil von Vilkerath in der Stadt Overath im Rheinisch-Bergischen Kreis in Nordrhein-Westfalen, Deutschland.

## Lage und Beschreibung
Die kleine, von Feldern und Wald umgebene Ortschaft Oberhasbach liegt oberhalb der Agger nahe der Grenze zum Oberbergischen Kreis. Sie ist über die Bundesstraße 55, die hier Kölner Straße heißt, und die Oberstraße zu erreichen. Ein Wanderweg mit dem Titel Liederweg führt an dem Weiler vorbei. Orte in der Nähe sind Kleuelshöhe Unterhasbach, Obervilkerath, Unterstaat und Oberstaat.

## Geschichte
Carl Friedrich von Wiebeking benennt die Hofschaft auf seiner Charte des Herzogthums Berg 1789 als Ob Hassberg. Aus ihr geht hervor, dass der Ort zu dieser Zeit Teil der Honschaft Vilkerath im Kirchspiel Overath war.
Der Ort ist auf der Topographischen Aufnahme der Rheinlande von 1817 als Ob Hasbach verzeichnet. Die Preußische Uraufnahme von 1845 zeigt den Wohnplatz unter dem Namen Oberhasbach. Ab der Preußischen Neuaufnahme von 1892 ist der Ort auf Messtischblättern regelmäßig als Ober Hasbach oder Oberhasbach verzeichnet.
1822 lebten 19 Menschen im als Hof kategorisierten und (Ober-)Hasbach bezeichneten Ort, der nach dem Zusammenbruch der napoleonischen Administration und deren Ablösung zur Bürgermeisterei Overath im Kreis Mülheim am Rhein gehörte. Für das Jahr 1830 werden für den als Ober-Hasbach bezeichneten Ort 19 Einwohner angegeben. Der 1845 laut der Uebersicht des Regierungs-Bezirks Cöln als Hof kategorisierte und Ober-Hasbach bezeichnete Ort besaß zu dieser Zeit sechs Wohngebäude mit 24 Einwohnern, alle katholischen Bekenntnisses.
Die Liste Einwohner und Viehstand von 1848, die unter anderem der Steuererhebung diente, zählte in Oberhasbach 25 Bewohner, darunter 14 Kinder unter 16 Jahre. Sie nennt Namen und Berufe der Haushaltungsvorstände. Vier waren Ackerer: Gerhard Giersiefen (2 Kühe, 1 Ziege, 2 Schweine), Gerhard Luerz (1 Kuh). Johann Tix (3 Kühe, 2 Schweine) und Mathias Wiertz (1 Kuh), (1 Rind), (1 Schwein). Darüber hinaus zählte die Obrigkeit die alleinstehende Gundula Müller ohne Viehbesitz.
Die Gemeinde- und Gutbezirksstatistik der Rheinprovinz führt Oberhasbach 1871 mit vier Wohnhäusern und 20 Einwohnern auf. Im Gemeindelexikon für die Provinz Rheinland von 1888 werden für Ober Hasbach vier Wohnhäuser mit 16 Einwohnern angegeben. 1895 besitzt der Ort drei Wohnhäuser mit zwölf Einwohnern und gehörte konfessionell zum katholischen Kirchspiel Hohkeppel, 1905 werden drei Wohnhäuser und 23 Einwohner angegeben.

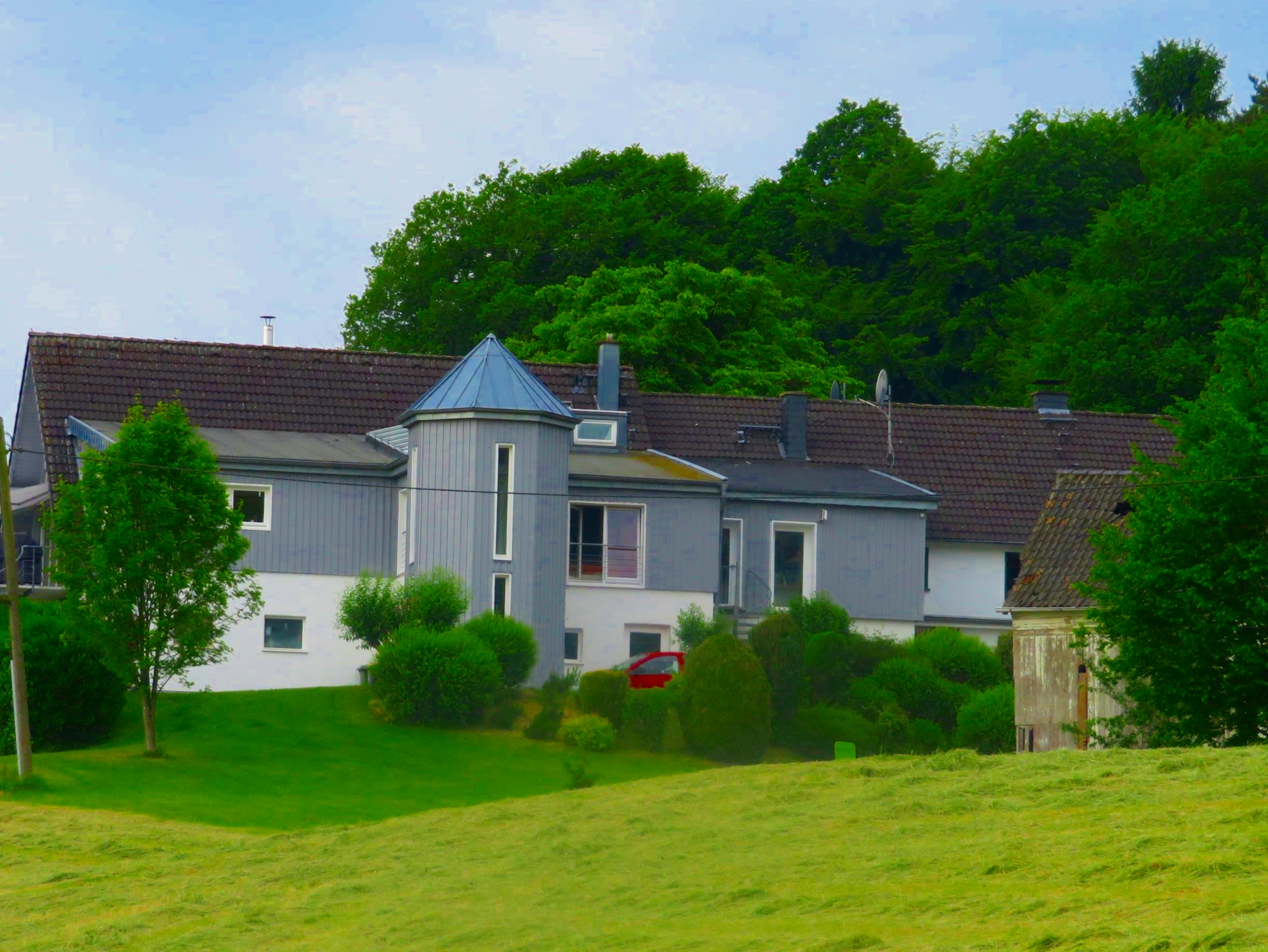
Villa im Weiler
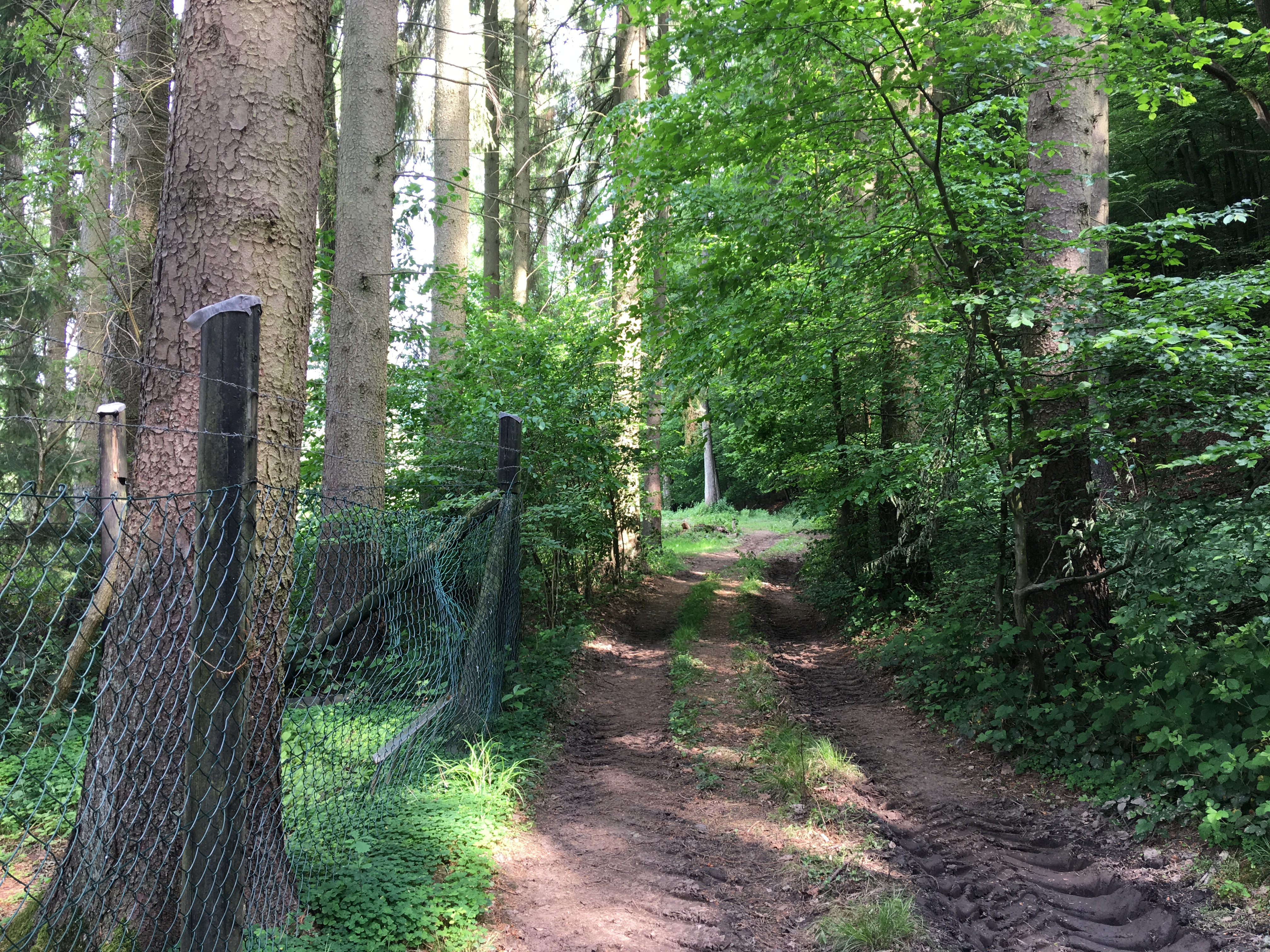
Waldweg
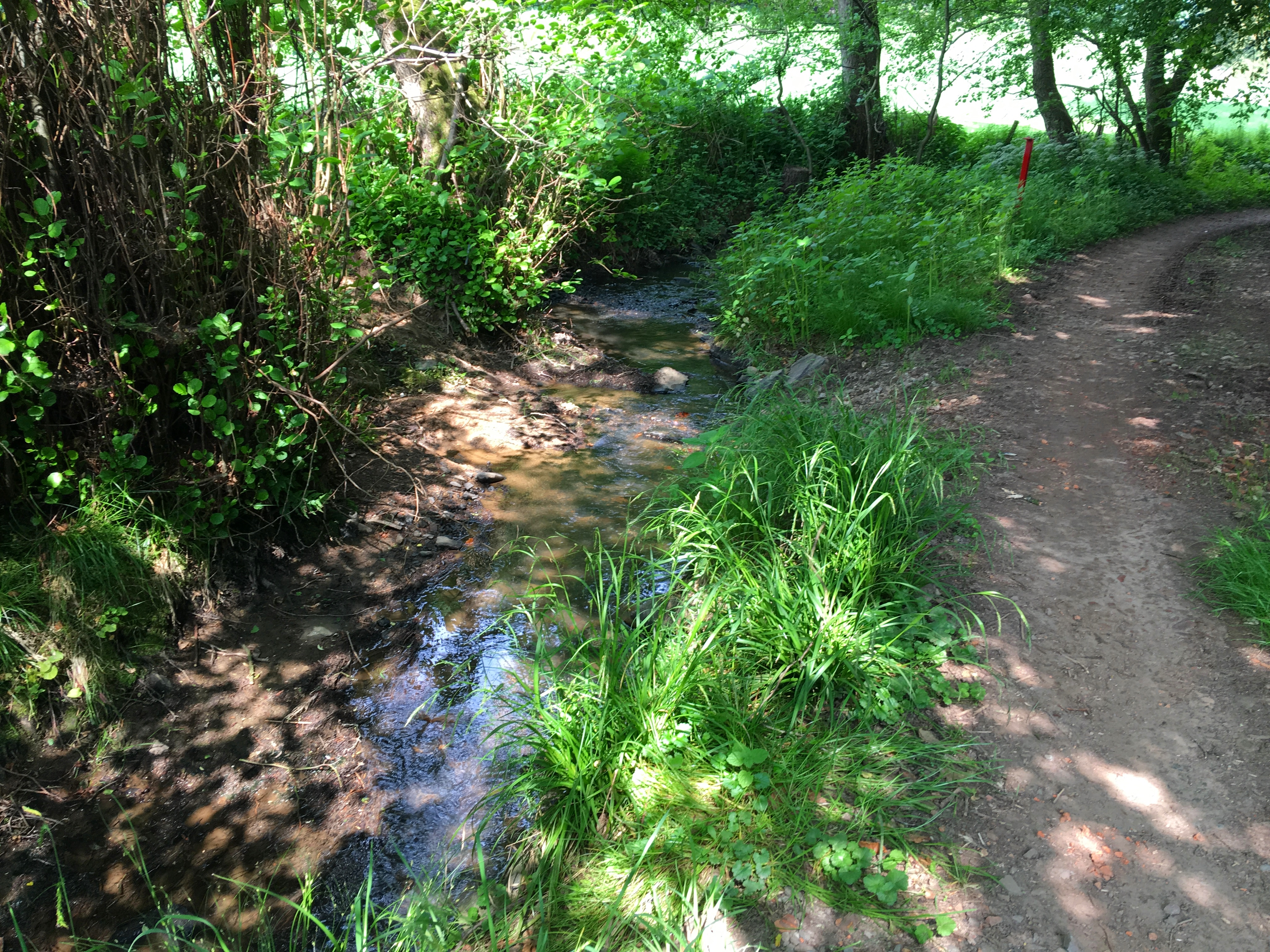
Bachlauf
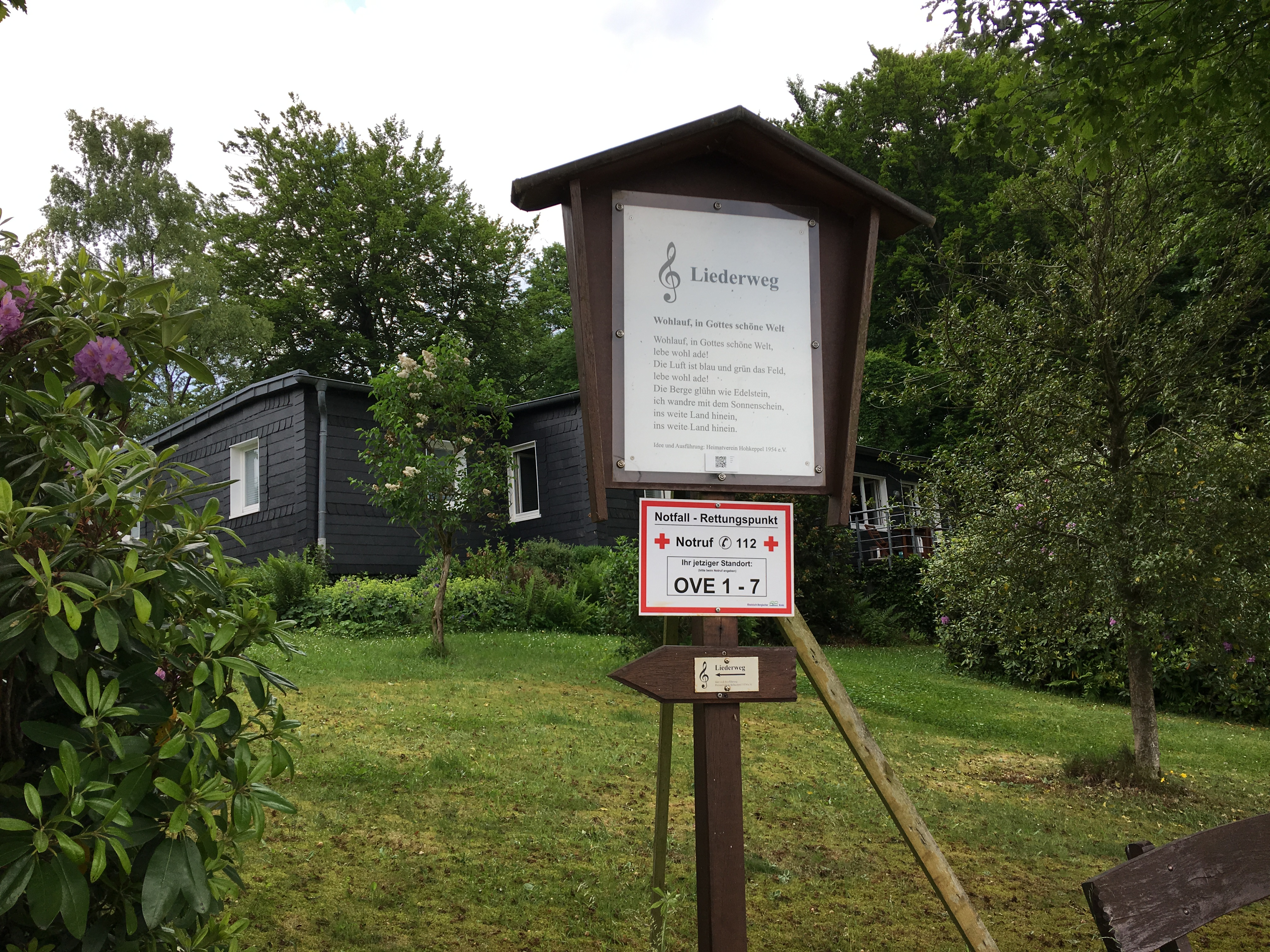
Liederweg